# Мостове (Веселинівський район)
Мостове — колишнє селище в Україні, підпорядковувалося Миколаївській сільській раді Веселинівського району Миколаївської області.
Виключене з облікових даних рішенням Миколаївської обласної ради від 29 березня 2013 року у зв'язку з переселенням його мешканців до інших населених пунктів.

## Населення

### Мова
Розподіл населення за рідною мовою за даними :
| Мова       | Кількість | Відсоток |
| ---------- | --------- | -------- |
| українська | 1         | 50%      |
| російська  | 1         | 50%      |
| Усього     | 2         | 100%     |